# Against the Wind (canción de Stratovarius)
«Against The Wind» es la primera canción del álbum Fourth Dimension de la banda finlandesa de power Metal Stratovarius. Fue su primer videoclip en la que participan los nuevos miembros Timo Kotipelto en la voz y Jari Kainulainen en el bajo y fue el último para los miembros Tuomo Lassila y Antti Ikonen que dejaron la banda por problemas personales con el líder Timo Tolkki. Fue lanzado por la compañía Noise Records.

## Miembros
- Timo Kotipelto - Voz
- Timo Tolkki - Guitarra
- Jari Kainulainen - Bajo
- Antti Ikonen - Teclado
- Tuomo Lassila - Batería